# تشارلز ماسون (مجدف)
تشارلز ماسون (بالإنجليزية: Charles Mason)‏ هو مجدف أمريكي، ولد في 5 أكتوبر 1908 في بوسطن في الولايات المتحدة، وتوفي في 6 نوفمبر 1999.

## وصلات خارجية
- تشارلز ماسون على موقع الاتحاد الدولي للتجديف (الإنجليزية)
- تشارلز ماسون على موقع أوليمبيديا (الإنجليزية)